# Glaucopsyche oeruginosa
Glaucopsyche oeruginosa är en fjärilsart som beskrevs av Otto Staudinger. Glaucopsyche oeruginosa ingår i släktet Glaucopsyche och familjen juvelvingar. Inga underarter finns listade i Catalogue of Life.